# Nordprovinz (Sambia)
Die Nordprovinz (englisch Northern Province) der Republik Sambia ist eine der zehn Provinzen des Landes. Sie hat 1.618.412 Einwohner (Zensus 2022) und umfasst 77.650 km², davon 75.567 km² Landfläche. Die Provinzhauptstadt ist Kasama.

## Geografie
Die Provinz befindet sich im Nordosten Sambias und grenzt an die Provinz Muchinga im Osten und Süden, und Luapula im Westen. Im Norden grenzt sie an die Provinz Tanganyika in der Demokratischen Republik Kongo und im Nordosten an die Regionen Rukwa und Songwe in Tansania.
| Tanganyika, Demokratische Republik Kongo | Rukwa, Tansania                             | Songwe, Tansania |
| Luapula                                  | Kompassrose, die auf Nachbargemeinden zeigt | Muchinga         |
| Luapula                                  | Muchinga                                    | Muchinga         |

Geographische Besonderheiten der Provinz sind der angrenzende Tanganjikasee, der Bangweulusee und der Mweru-Wantipa-See sowie eine Reihe von Wasserfällen des Kalungwishi: die Lumangwe-Fälle, die Chishimba-Fälle und die Kalambo-Fälle. Weiter gibt es den Nordluangwa-Nationalpark und den Luambe-Nationalpark im Tal des Flusses Luangwa im Osten der Provinz.  Ein großer Teil der Südostgrenze wird durch die Flüsse Chambeshi und seinen Nebenfluss Kalungu gebildet. Ein Teil der Nordgrenze wird von dem Fluss Kalambo gebildet.

## Infrastruktur
Es verlaufen die Eisenbahnstrecke Tanzania–Zambia Railway und die Fernstraße Tanzam Highway durch das Provinzgebiet. Doch beide geben wegen der Bedingungen des Warenumschlags im Hafen Daressalam vom benachbarten Tansania aus wenig wirtschaftliche Impulse und sind nicht ausreichend, um die Provinz verkehrlich tiefer zu erschließen. Das übriges Verkehrswegenetz ist unzureichend ausgebaut.

## Wirtschaft
Der sambische Küstenabschnitt des Tanganjikasees befindet sich in der Provinz. Die Hafenstadt Mpulungu liegt am südlichen Ende des Sees und in der Nähe der Mündung des Lunzua. Das ist die einzige Hafenstadt des Landes und von hier entfaltet sich ein Schiffsverkehr von und nach den Anrainerstaaten. Ferner bieten die Küstenorte Möglichkeiten zur Fischerei. Zahlreiche Entwicklungsprojekte versuchen, den Einwohnern eine wirtschaftliche Grundlage zu verschaffen, wobei neben dem Kaffeeanbau der Tourismus die aussichtsreichste Sparte zu sein scheint.
Zu den bemerkenswerten Bodenschätzen auf dem Provinzterritorium zählen Schmucksteine, Schiefer und Steinsalz.

## Distrikte

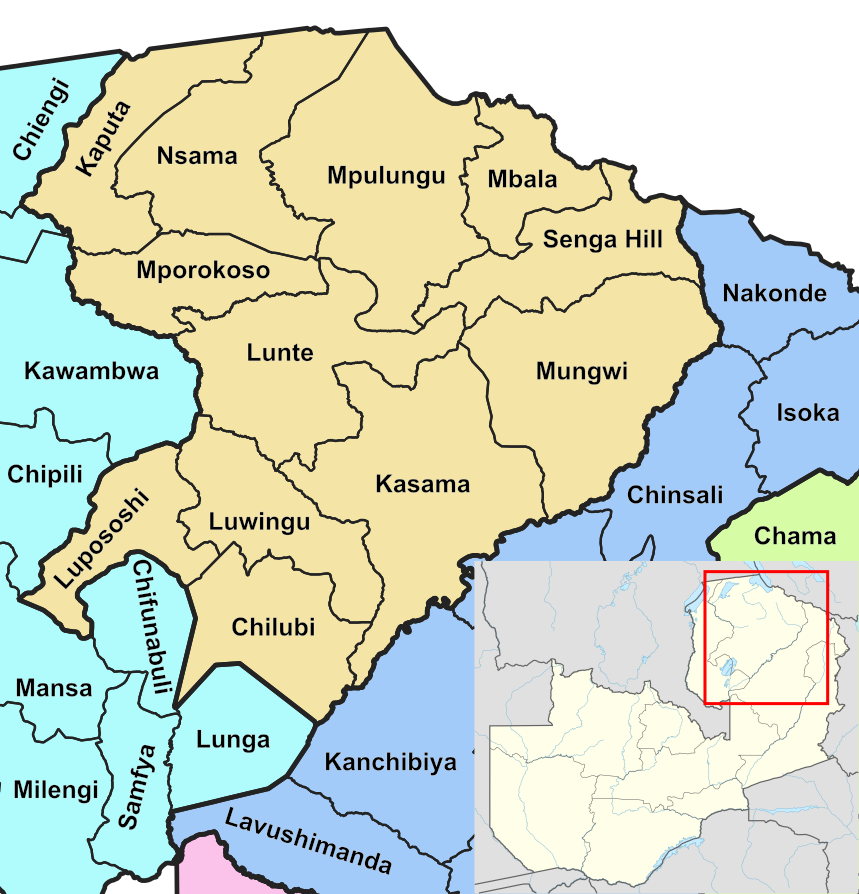
Distrikte der Nordprovinz

Die Provinz besteht aus 12 Distrikten (Stand 2022):
| Distrikt   | Fläche in [km²] | Einwohner 2010 | Einwohner 2022 | Durchschnittliche jährliche Wachstumsrate [%] | Bevölkerungsdichte 2022 [Einwohner/km²] |
| ---------- | --------------- | -------------- | -------------- | --------------------------------------------- | --------------------------------------- |
| Chilubi    | 5170            | 81.248         | 114.011        | 2,9                                           | 22                                      |
| Kaputa     | 5036            | 70.881         | 102.854        | 3,2                                           | 20                                      |
| Kasama     | 10.584          | 231.824        | 348.552        | 3,5                                           | 33                                      |
| Lunte      | 7782            | 57.839         | 84.573         | 3,2                                           | 11                                      |
| Lupososhi  | 4127            | 69.357         | 79.614         | 1,2                                           | 19                                      |
| Luwingu    | 4900            | 52.779         | 101.142        | 5,6                                           | 21                                      |
| Mbala      | 3346            | 110.738        | 161.595        | 3,2                                           | 48                                      |
| Mporokoso  | 4196            | 41.003         | 63.452         | 3,7                                           | 15                                      |
| Mpulungu   | 10.074          | 98.073         | 153.564        | 3,8                                           | 15                                      |
| Mungwi     | 9759            | 151.058        | 205.096        | 2,6                                           | 21                                      |
| Nsama      | 7493            | 48.633         | 77.651         | 4,0                                           | 10                                      |
| Senga Hill | 5184            | 92.391         | 126.308        | 2,6                                           | 24                                      |
| Gesamt     | 77.650          | 1.105.824      | 1.618.412      | 3,2                                           | 21                                      |

## Demografie
| Jahr | Einwohnerzahl |
| ---- | ------------- |
| 1969 | 545.096       |
| 1980 | 674.750       |
| 1990 | 855.177       |
| 2000 | 809.400       |
| 2010 | 1.105.824     |
| 2015 | 1.304.435     |
| 2022 | 1.618.412     |